# 거리 정규 그래프
수학에서 거리 정규 그래프(영어: distance-regular graph)는 임의의 두 꼭짓점 v, w 에 대해 v와의 거리가 j이고 w와의 거리가 k인 꼭짓점 수가 j, k 및 v와 w 사이의 거리에만 의존하는 정규 그래프이다.
모든 거리 전이 그래프는 거리 정규 그래프이다. 실제로, 거리 정규 그래프는 거리 전이 그래프의 일반화로서 도입되었고, 반드시 큰 자기동형군을 갖지 않고도 거리 전이 그래프의 수치적인 규칙성을 갖는다.

## 교차 배열
직경 {\displaystyle d}의 그래프 {\displaystyle G}에 대해, 정수 배열 {\displaystyle \{b_{0},b_{1},\ldots ,b_{d-1};c_{1},\ldots ,c_{d}\}}이 존재하여 모든 {\displaystyle 1\leq j\leq d}과 거리가 {\displaystyle j}인 {\displaystyle G}의 꼭짓점 쌍 {\displaystyle u}, {\displaystyle v}에 대해 {\displaystyle v}와의 거리가 {\displaystyle j+1}인 {\displaystyle u}의 이웃이 {\displaystyle b_{j}}개이고 {\displaystyle v}와의 거리가 {\displaystyle j-1}인 {\displaystyle u}의 이웃이 {\displaystyle c_{j}}개인 경우, {\displaystyle G}는 거리 정규 그래프이다. 거리 정규 그래프를 특징짓는 이 정수 배열을 교차 배열(intersection array)이라고 한다.

### 공스펙트럼 거리 정규 그래프
한 쌍의 연결 거리 정규 그래프는 동일한 교차 배열이 있는 경우에만 공스펙트럼이다.
거리 정규 그래프의 연결은 공스펙트럼 거리 정규 그래프들의 서로소 합집합인 경우에만 끊어진다.

## 성질
{\displaystyle G}를 차수 {\displaystyle k}이고 교차 배열 {\displaystyle \{b_{0},b_{1},\ldots ,b_{d-1};c_{1},\ldots ,c_{d}\}}을 갖는 연결 거리 정규 그래프라고 하자. 모든 {\displaystyle 0\leq j\leq d}에 대해 {\displaystyle G_{j}}를 {\displaystyle G}에서 거리가 {\displaystyle j}인 꼭짓점 쌍을 연결하여 얻은 {\displaystyle k_{j}}-정규 그래프라고 하고, 그 인접 행렬을 {\displaystyle A_{j}}이라고 하자. 거리 {\displaystyle j}인 꼭짓점 쌍 {\displaystyle u}, {\displaystyle v}에 대해, {\displaystyle v}와의 거리가 {\displaystyle j}인 {\displaystyle u}의 이웃의 개수를 {\displaystyle a_{j}}라고 하자.

### 그래프 이론적 성질
- 모든 {\displaystyle 0\leq j<d}에 대해 {\displaystyle {\frac {k_{j+1}}{k_{j}}}={\frac {b_{j}}{c_{j+1}}}}이다.
- {\displaystyle b_{0}>b_{1}\geq \cdots \geq b_{d-1}>0}이고, {\displaystyle 1=c_{1}\leq \cdots \leq c_{d}\leq b_{0}}이다.

### 스펙트럼 성질
- {\displaystyle G}가 완전 다분 그래프(complete multipartite graph)가 아닌 한, {\displaystyle G}의 모든 고유값 중복도 {\displaystyle m>1}에 대해  {\displaystyle k\leq {\frac {1}{2}}(m-1)(m+2)}이다.
- {\displaystyle G}가 완전 다분 그래프가 아닌 한, {\displaystyle G}의 모든 고유값 중복도 {\displaystyle m>1}에 대해 {\displaystyle d\leq 3m-4}이다.
- {\displaystyle \lambda }가 {\displaystyle G}의 단순 고유값인 경우 {\displaystyle \lambda \in \{\pm k\}}이다.
- {\displaystyle G}는 {\displaystyle d+1}개의 서로 다른 고윳값을 갖는다.

만약에 {\displaystyle G}가 강한 정규 그래프인 경우 {\displaystyle n\leq 4m-1}이고 {\displaystyle k\leq 2m-1}이다.

## 예

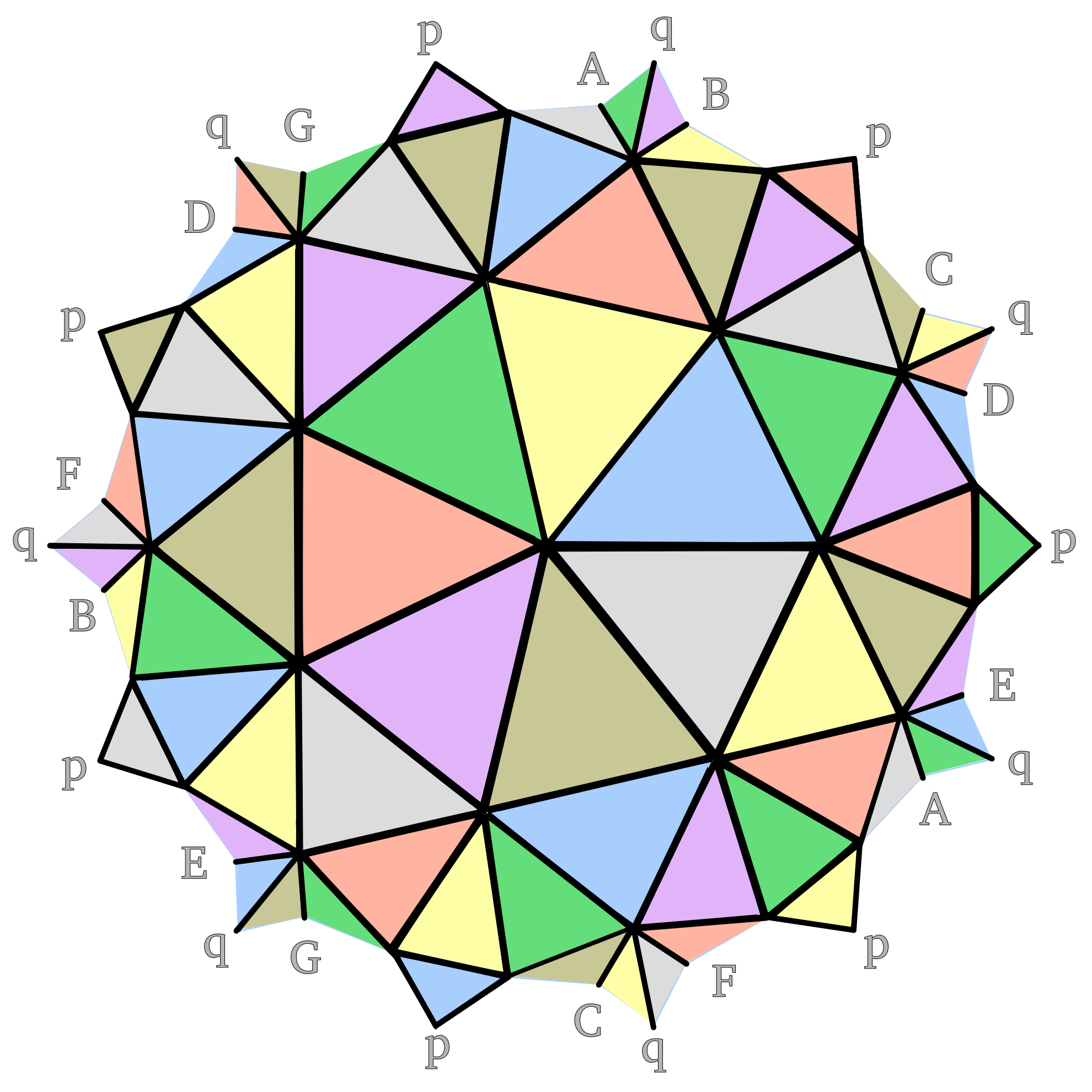
종수 3의 유향 표면에 포함된 7차 클라인 그래프 및 관련 지도. 이 그래프는 교차 배열 {7,4,1;1,2,7} 및 자기동형군 PGL(2,7)을 갖는 거리 정규 그래프이다.

거리 정규 그래프의 예는 다음과 같다.
- 완전 그래프
- 순환 그래프
- 홀 그래프
- 무어 그래프
- 웰스 그래프와 실베스터 그래프
- 직경 2의 강한 정규 그래프

## 거리-정규 그래프의 분류
주어진 차수 {\displaystyle k>2}를 갖는 서로 다른 연결된 거리 정규 그래프의 개수는 유한하다.
유사하게, 완전 다분 그래프를 제외하면 주어진 고유값 중복도 {\displaystyle m>2}를 갖는 서로 다른 연결된 거리 정규 그래프의 개수는 유한하다.

### 3차 거리 정규 그래프
3차 거리 정규 그래프는 완전히 분류되었다.
13개의 고유한 3차 거리 정규 그래프는 K4 (또는 사면체 그래프), K3,3, 페테르센 그래프, 정육면체 그래프, 헤우드 그래프, 파푸스 그래프, 콕서터 그래프, 텃-콕서터 그래프, 정십이면체 그래프, 데자르그 그래프, 텃 12-케이지, 빅스–스미스 그래프 및 포스터 그래프이다.

## 추가 자료
- Godsil, C. D. (1993). 《Algebraic combinatorics》. Chapman and Hall Mathematics Series. New York: Chapman and Hall. xvi+362쪽. ISBN 978-0-412-04131-0. MR 1220704.